# Staffelbach AG
| AG ist das Kürzel für den Kanton Aargau in der Schweiz. Es wird verwendet, um Verwechslungen mit anderen Einträgen des Namens Staffelbach zu vermeiden. |

Staffelbach (schweizerdeutsch: ˈʃtɑfʊˌbɑχ) ist eine Einwohnergemeinde im Schweizer Kanton Aargau. Sie gehört zum Bezirk Zofingen und liegt im oberen aargauischen Suhrental. Das Dorf Wittwil wurde 1901 eingemeindet.

## Geographie

Luftbild aus 2000 m von Walter Mittelholzer (1923)

Das Gemeindegebiet erstreckt sich über die ganze Breite des Suhrentals, das Dorf selbst befindet sich auf der westlichen Talseite auf dem Ausläufer einer durchschnittlich dreissig Meter hohen Endmoräne. Diese entstand während der Würmeiszeit beim Rückzug des Reussgletschers und erstreckt sich quer über die gesamte Ebene. Die Suhre bahnt sich ihren Weg durch einen schmalen Durchlass. Etwa einen Kilometer nördlich befindet sich das Dorf Wittwil.
Im Nordosten erhebt sich die Ebni (607 m ü. M.), ein Hügel, der das Suhrental vom Ruedertal abgrenzt. Im Westen, zum Uerkental hin, erheben sich mehrere Hügel, die im unteren Bereich relativ steil sind und im oberen Bereich in kleinere Hochebenen übergehen. Von Norden nach Süden sind dies die Schwarzhuserebni (615 m ü. M.), die Sattelebni (635 m ü. M.), der Chalt (670 m ü. M.) und die Altrüti (680 m ü. M.).
Die Fläche des Gemeindegebiets beträgt 893 Hektaren, davon sind 354 Hektaren bewaldet und 65 Hektaren überbaut. Der höchste Punkt befindet sich auf 680 Metern auf dem Gipfel der Altrüti, der tiefste auf 462 Metern an der Suhre. Nachbargemeinden sind Schöftland im Norden, Schlossrued im Nordosten, Kirchleerau im Osten, Moosleerau im Südosten, Reitnau im Süden, Wiliberg im Südwesten, Bottenwil im Westen und Uerkheim im Nordwesten.

## Geschichte
Bei diversen Ausgrabungen sind Reste römischer Bauten entdeckt worden. Die Alamannen liessen sich im 7. oder 8. Jahrhundert in der Gegend nieder. Die erste urkundliche Erwähnung erfolgte am 15. Juli 1220. Damals übergab der Propst des Stiftes Schönenwerd dem Kloster St. Urban sechs Güter in Staphelbach. Der Ortsname stammt vom althochdeutschen Staffalbah und bedeutet «Bach bei der Geländestufe». Im Mittelalter lag das Dorf im Herrschaftsbereich der Grafen von Lenzburg, ab 1173 in jenem der Grafen von Kyburg. Nachdem diese ausgestorben waren, übernahmen die Habsburger 1273 die Landesherrschaft und die Blutgerichtsbarkeit.
Auf dem Schlosshübel südlich des Ortes stand eine kleine Burganlage, die bei einer Geoprospektion 2019 von der Kantonsarchäologie Aargau nachgewiesen wurde. Die wahrscheinlich aus dem 13. Jahrhundert stammende Anlage war mit einer Ringmauer versehen und verfügte über einen Turm sowie über weitere Nebengebäude aus Holz. Ohne schriftliche Nachrichten lassen sich keine Verbindungen zu den einstigen Erbauern der Burg herstellen; vermutet wird, dass sie den Herren von Reinach gehört haben könnte.
1415 eroberten die Eidgenossen den Aargau. Staffelbach gehörte nun zum Untertanengebiet der Stadt Bern, dem so genannten Berner Aargau. Das Dorf war dem Gerichtsbezirk Kölliken im Amt Lenzburg zugeteilt. Zu den Grundbesitzern gehörten die Klöster Allerheiligen und St. Urban, das Stift Zofingen, das Schloss Lenzburg und verschiedene Adlige. 1528 führten die Berner die Reformation ein. Neben der bereits bestehenden Mühle entstand 1592 ein Kaufhaus, wodurch sich das Dorf zum Zentrum des regionalen Kornhandels entwickelte. 1656 bewilligte Bern die Durchführung von Jahrmärkten. Aufgrund heftiger Opposition der Städte Aarau, Brugg, Lenzburg und Zofingen ging dieses Privileg jedoch bereits ein Jahr später wieder verloren.
Im März 1798 nahmen die Franzosen die Schweiz ein, entmachteten die «Gnädigen Herren» von Bern und riefen die Helvetische Republik aus. Seither gehört Staffelbach zum Kanton Aargau. Von 1766 bis 1905 existierte eine Ziegelei, von 1873 bis 1900 eine Filiale der Schuhfabrik Bally. Im Jahr 1900 verfügte der Grosse Rat die Eingemeindung von Wittwil, die im darauf folgenden Jahr vollzogen wurde. Bis weit ins 20. Jahrhundert hinein prägte die Landwirtschaft das Leben der Gemeinde. Von 1900 bis 1980 schrumpfte die Einwohnerzahl um über einen Viertel. Seither ist jedoch wieder eine leichte Zunahme zu verzeichnen.

## Sehenswürdigkeiten

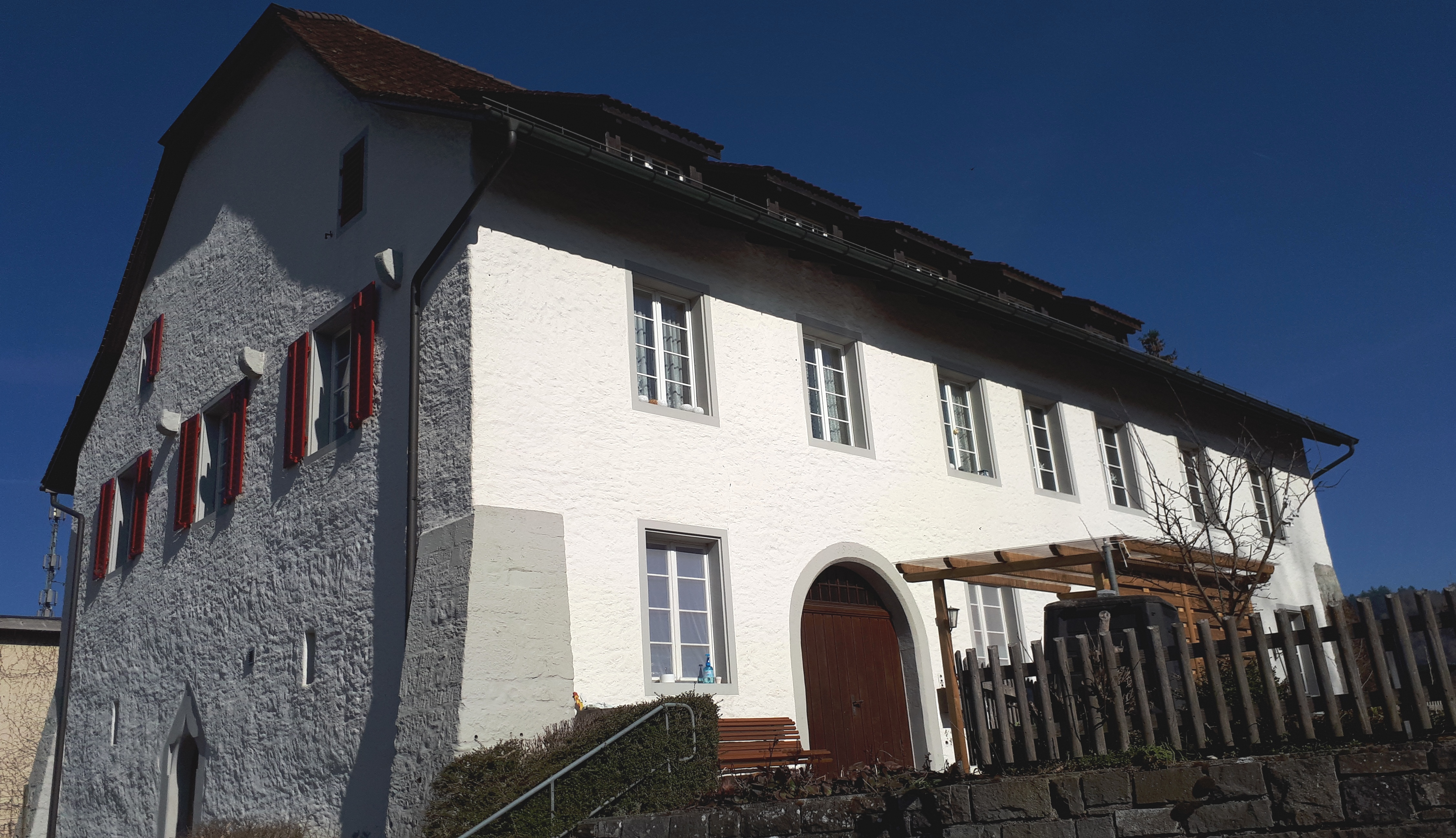
Zehntenhaus

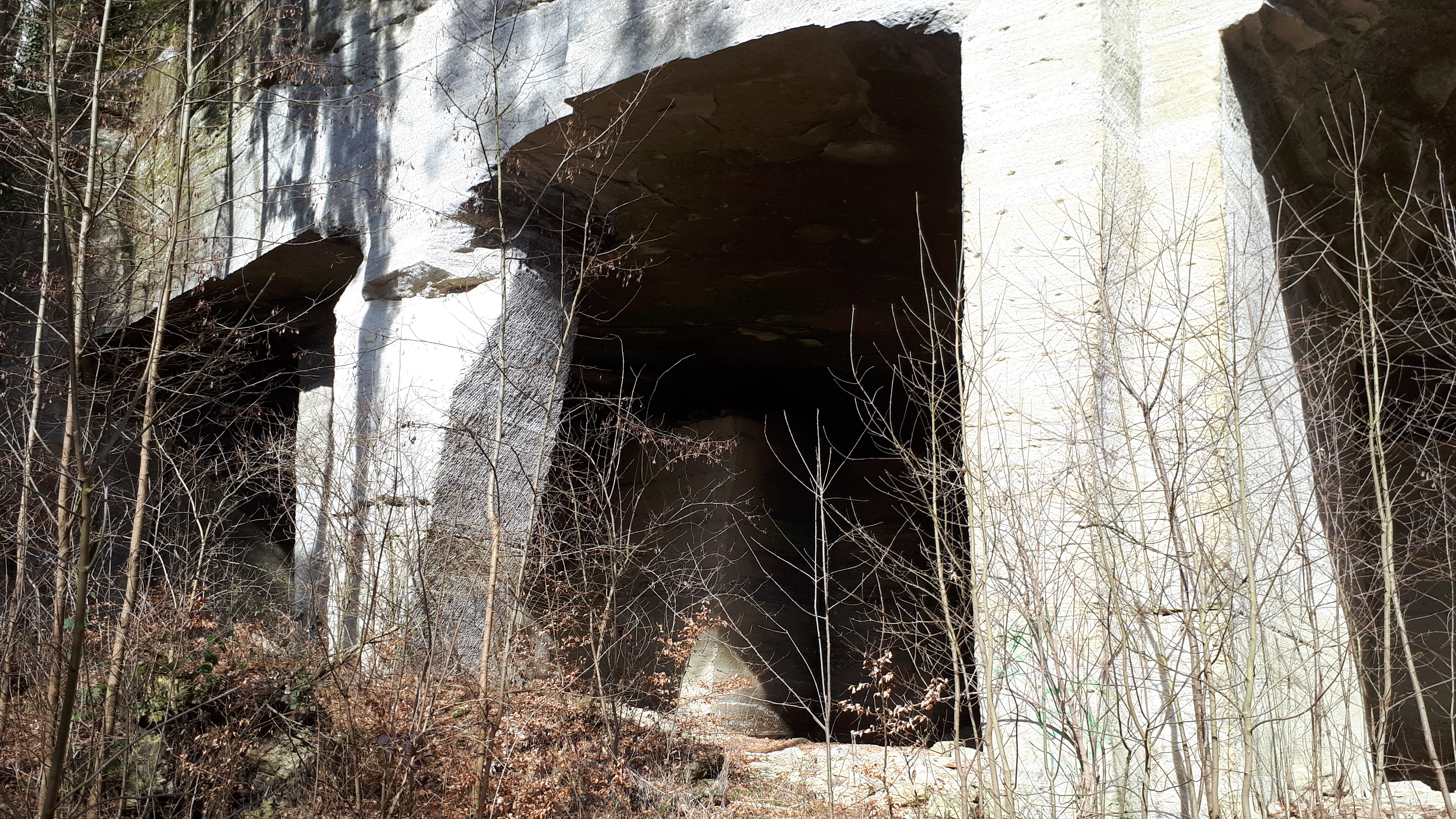
Sandsteinhöhlen

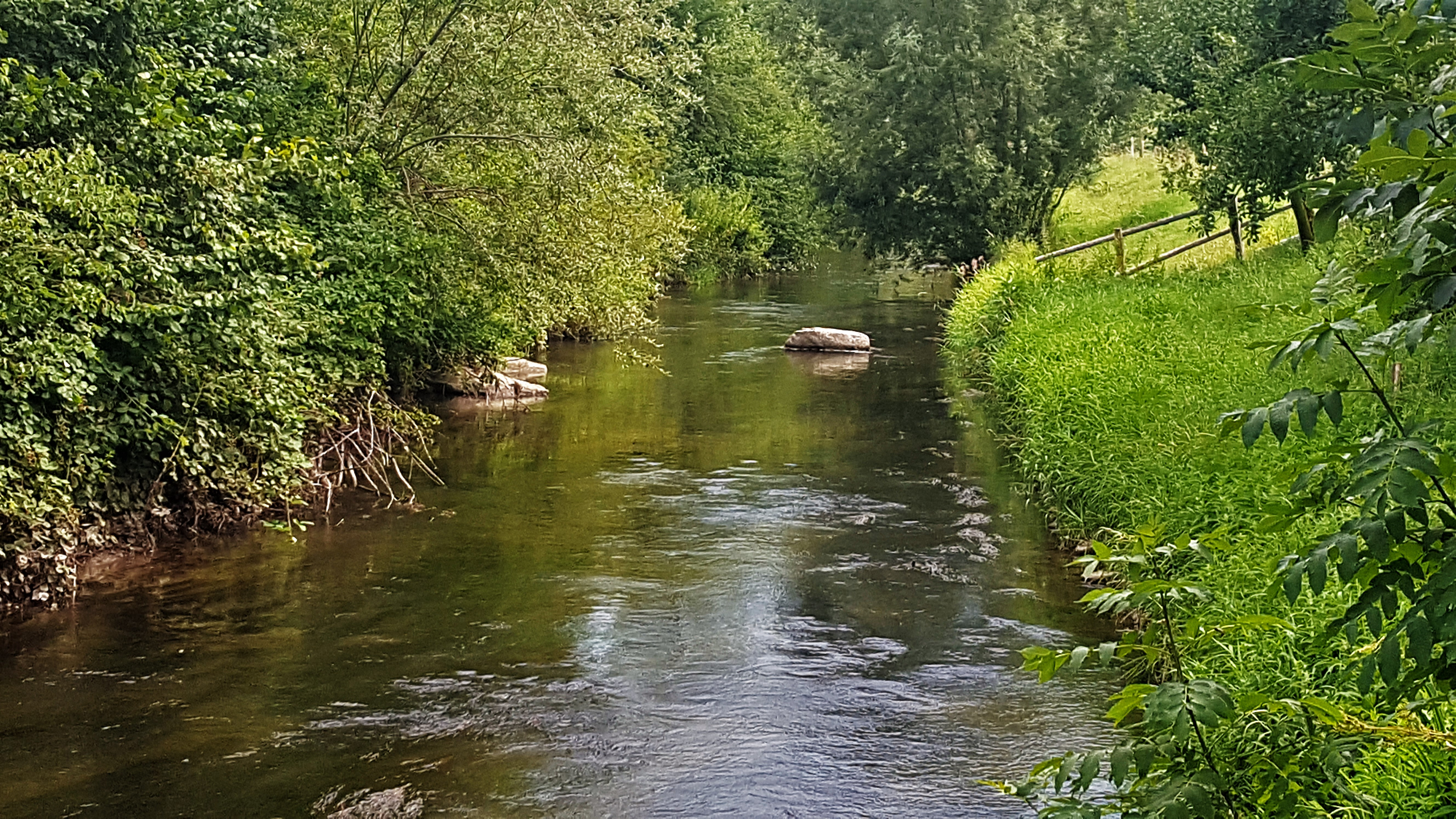
Suhre bei Staffelbach

Im Dorfzentrum steht das im Jahr 1592 erbaute Zehntenhaus, ein markantes dreistöckiges Gebäude mit Satteldach und zwei Rundbogentoren, das früher zur Einlagerung von Getreide diente.
Der Sandsteinbruch Friedlistall südlich von Staffelbach ist ein Zeuge des einstigen Sandsteinabbaus. Schon im 16. und 17. Jahrhundert war der «Staffelbacher Marmor» genannte Sandstein im ganzen Aargau und den umliegenden Regionen ein Begriff. Zu Beginn des 20. Jahrhunderts ging der Sandsteinabbau stark zurück. Die Erinnerung daran wird durch das Sandsteinmuseum wach gehalten.

## Wappen
Die Blasonierung des Gemeindewappens lautet: «In Blau über zwei weissen Wellen schwarz gefugte weisse Brücke, überhöht von sechsstrahligem weissem Stern.» Das Wappenbild, im Jahr 1811 erstmals auf dem Gemeindesiegel zu sehen, zeigt die Brücke über die Suhre. Der Stern entstammt dem alten Wappen des eingemeindeten Dorfes Wittwil. Lange Zeit herrschte Uneinigkeit über die Form und die Farbe des Sterns, bis sich der Gemeinderat 1951 in Absprache mit dem Staatsarchiv auf einen sechsstrahligen weissen Stern festlegte.

## Bevölkerung
Die Einwohnerzahlen entwickelten sich wie folgt:
| Jahr      | 1850 | 1900 | 1930 | 1950 | 1960 | 1970 | 1980 | 1990 | 2000 | 2010 | 2020 |
| Einwohner | 1354 | 968  | 811  | 745  | 726  | 757  | 721  | 864  | 978  | 1042 | 1309 |

Am 31. Dezember 2023 lebten 1344 Menschen in Staffelbach, der Ausländeranteil betrug 14,8 %. Bei der Volkszählung 2015 bezeichneten sich 55,8 % als reformiert und 17,3 % als römisch-katholisch; 26,9 % waren konfessionslos oder gehörten anderen Glaubensrichtungen an. 96,6 % gaben bei der Volkszählung 2000 Deutsch als ihre Hauptsprache an sowie je 0,9 % Italienisch und Serbokroatisch.

## Politik und Recht
Die Versammlung der Stimmberechtigten, die Gemeindeversammlung, übt die Legislativgewalt aus. Ausführende Behörde ist der fünfköpfige Gemeinderat. Er wird im Majorzverfahren vom Volk gewählt, seine Amtsdauer beträgt vier Jahre. Der Gemeinderat führt und repräsentiert die Gemeinde. Dazu vollzieht er die Beschlüsse der Gemeindeversammlung und die Aufgaben, die ihm vom Kanton zugeteilt wurden. Für Rechtsstreitigkeiten ist in erster Instanz das Bezirksgericht Zofingen zuständig. Staffelbach gehört zum Friedensrichterkreis XVI (Zofingen).

## Wirtschaft
In Staffelbach gibt es gemäss der im Jahr 2015 erhobenen Statistik der Unternehmensstruktur (STATENT) rund 350 Arbeitsplätze, davon 21 % in der Landwirtschaft, 40 % in der Industrie und 39 % im Dienstleistungsbereich. Die meisten Erwerbstätigen sind Wegpendler und arbeiten im unteren Suhrental oder in der Region Aarau.

## Verkehr
Staffelbach liegt an der Kantonsstrasse 287 zwischen Schöftland und Moosleerau, von der die Kantonsstrasse 225 nach Knutwil abzweigt. Die Hauptstrasse 24 zwischen Aarau und Sursee verläuft einen Kilometer östlich des Dorfes. Die Anbindung an den öffentlichen Verkehr erfolgt durch eine Postautolinie von Schöftland über Staffelbach zum Bahnhof Sursee.

## Bildung
Die Gemeinde verfügt über einen Kindergarten und ein Schulhaus, in dem die Primarschule, die Realschule und die Sekundarschule unterrichtet werden. Die Bezirksschule kann in Schöftland besucht werden. Das nächstgelegene Gymnasium ist die Kantonsschule Zofingen.

## Persönlichkeiten
- Arthur Schmid (1889–1958), Lehrer, Politiker, Nationalrat
- Ernst Bachmann (1912–1995), National- und Ständerat
- Hans Müller (1925–1989), Direktor der Schweizer Alkoholverwaltung